# NAMC YS-11

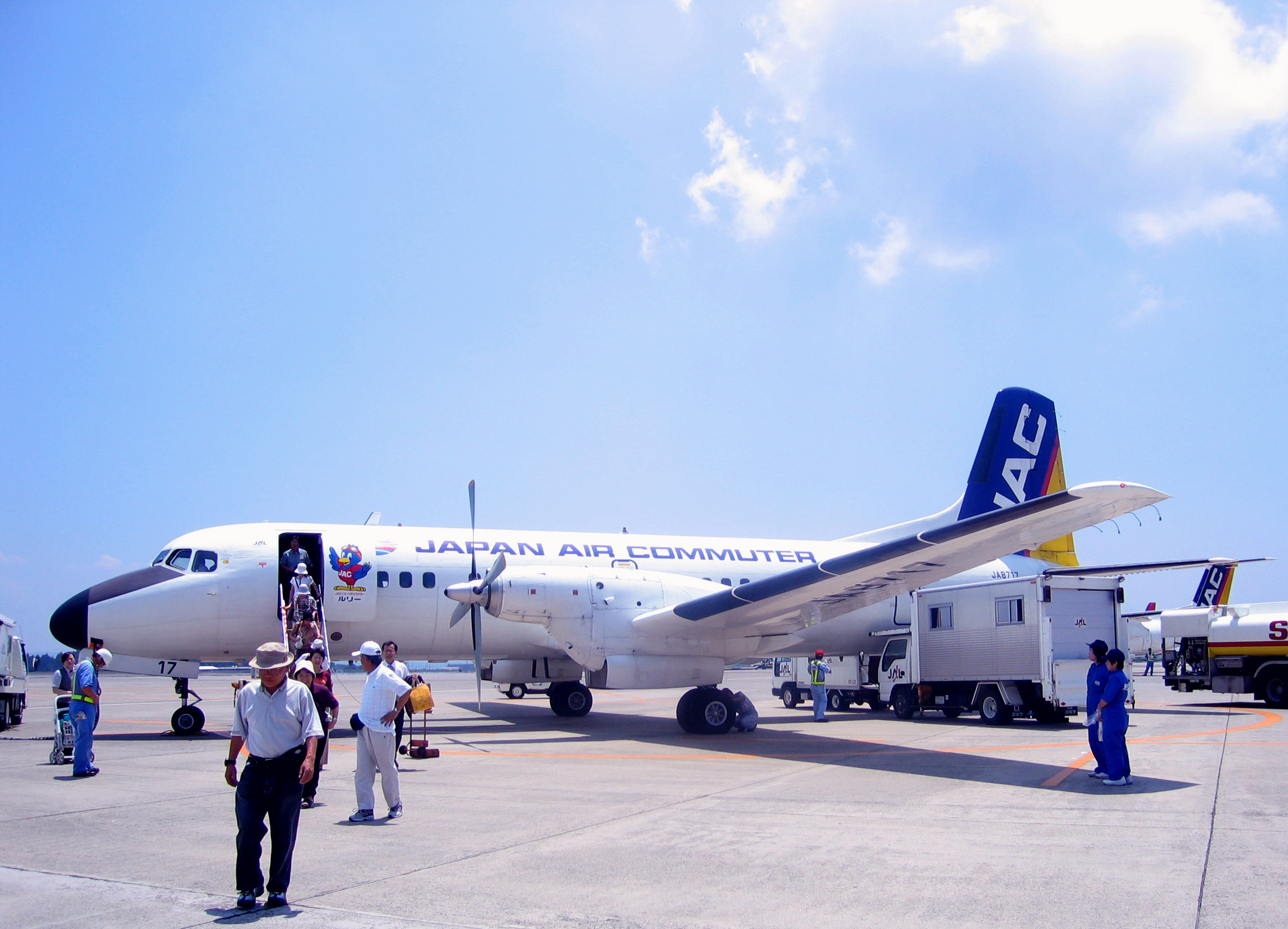
YS-11 da Japan Air Commuter (2005)

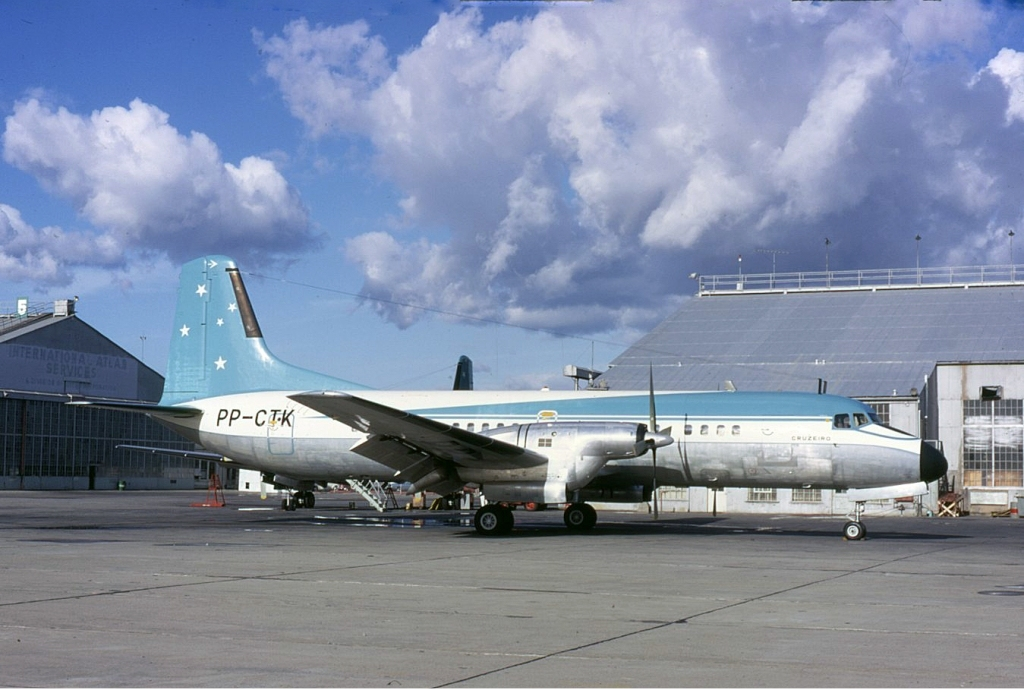
NAMC YS-11　Serviços Aéreos Cruzeiro do Sul de Oakland,

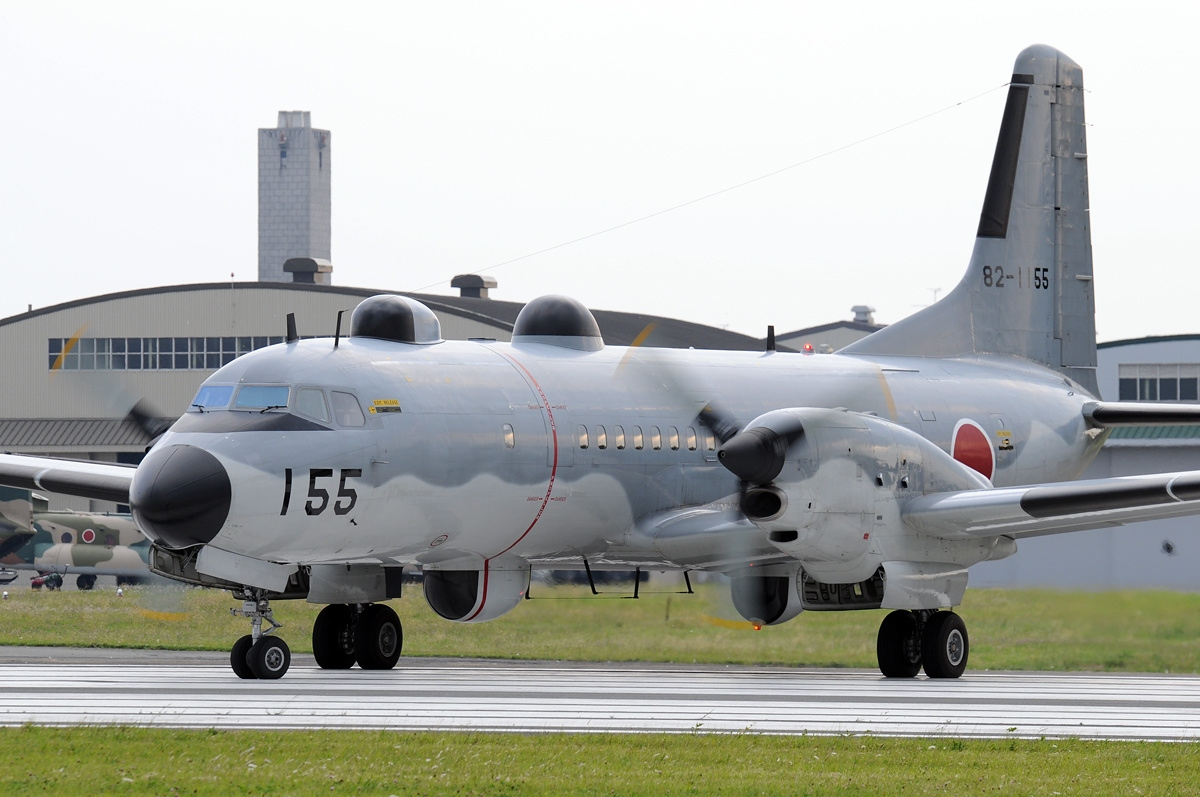
Força Aérea de Autodefesa do Japão

O NAMC YS-11 é um avião turbo-hélice construído por um consórcio japonês, o Nippon Aircraft Manufacturing Corporation. O programa foi iniciado em 1954 pelo MITI - Ministry of International Trade and Industry (Ministério de Comércio Internacional e Indústria). Seu primeiro voo foi em 1962, e sua produção terminou em 1974.

## Operadores
Abaixo uma lista com alguns operadores do YS-11:
- Aboitiz
- Aerodan Cargo
- Aerolíneas Argentinas
- Aerolitoral
- Air Aruba
- Air Caribbean
- Air Nippon
- All Nippon Airways
- Air Philippines
- Air Star Zanzibar
- Airborne Express
- Airlink International Airways
- ALA
- American Eagle
- Asian Spirit
- Austral Airlines
- China Airlines
- Continental Express
- Serviços Aéreos Cruzeiro do Sul
- Fort Worth Air
- Gabon Express Cargo
- Gambia Airways
- Geological Survey of Japan
- Global Air Cargo
- Hawaiian Airlines
- Japan Air Lines
- Korean Air
- Korean Air Cargo
- Merpati Nusantara Airlines
- Mid Pacific Air
- Nihon Kinkyori Airlines
- Olympic Airways
- Philippine Airlines
- Phuket Air
- Piedmont Airlines
- Pyramid Airlines
- Reeve Aleutian Airways
- Société Générale d'Alimentation
- Simmons Airlines
- South Phoenix Airways
- Southwest Air Lines Japan
- Trans-Central Airlines
- United States Postal Service
- VASP
- Winair